# Словенски толар
Вижте пояснителната страница за други значения на близкото „долар“.
Словенският толар (на словенски: Slovenski tolar) е бивша парична единица на Словения в периода от 1991 година до замяната и с евро на 1 януари 2007 година. Разделя се на 100 единици, наречени „стотин“. Международният код според стандарта ISO 4217 за словенския толар е SIT.

## История
Словенският толар се въвежда в употреба на 8 октомври 1991 година, с цел замяната на текущата до този момент парична единица на Словения - югославския динар. На 28 юни 2004 година, толарът е твърдо свързан с еврото в системата на Европейския валутен механизъм II.

### Преход към евро
От 1 януари 2007 година, словенският толар се заменя с общоевропейската валута – евро. Словения има право да издава словенски европейски монети, подобно на останалите членове на Еврозоната.